# 青年共产主义联盟 (英国)
青年共产主义联盟（英語：Young Communist League，缩写为YCL）是英国的一个共产主义青年组织。
青年共产主义联盟最早成立于1921年，作为大不列颠共产党的青年翼。1988年，该组织解散。1991年，大不列颠共产党也宣告解散。同年，在不列颠共产党青年支部的基础上，青年共产主义联盟重建，并成为不列颠共产党的青年翼。
该组织以马克思列宁主义为指导思想。该组织的主席是Owain Holland，总书记是Zoe Hennessy。该组织是世界民主青年联盟的成员。该组织曾派代表参加欧洲共产主义青年组织会议。
1. ↑  . search.electoralcommission.org.uk. 不列颠共产党.